# 神戸市立高倉中学校
神戸市立高倉中学校（こうべしりつ たかくらちゅうがっこう）は、兵庫県神戸市須磨区にある公立中学校。

## 沿革
神戸市の宮崎辰雄市制の「山、海へ行く」のスローガンの元で、高倉台が昭和30年ごろから造成が開始した。都市開発の一環として開校が決定した。1971年に校舎の建設が開始した。翌1972年に校舎が完成。4月1日に開校した。
1979年には友が丘中学校の開校による移籍に伴い、生徒167名が除籍された。
1993年に頭髪の自由化が施行され、1998年に制服が従来の詰襟から、ブレザーに変更された。
現在はJAXAと連携し月面観察会を開催するなど宇宙教育にも力を入れている。
また、2021年に開校50周年を迎えた。

## 校区
神戸市立北須磨小学校校区
- 桜木町1丁目～3丁目
- 須磨寺町1丁目～5丁目
- 高尾台1丁目～3丁目
- 高倉町1丁目～2丁目
- 月見山町1丁目～3丁目
- 西須磨(第二神明以南(鉄拐除く))
- 東須磨(月見山・月見山下・新池・東須磨)
- 水野町
- 離宮西町1丁目～2丁目
- 離宮前町1丁目～2丁目

神戸市立高倉台小学校校区
- 高倉台1丁目～8丁目
- 多井畑南町
- 西須磨(第二神明以北)
- 東須磨青山

神戸市立多井畑小学校校区
- 多井畑

## 部活動

### 運動部
- 野球部
- サッカー部
  - 1985年7月-神戸総合体育大会【優勝】
  - 1986年8月-近畿中学校総合体育大会【優勝】
  - 1989年7月-神戸総合体育大会【優勝】
  - 1992年7月-神戸総合体育大会【優勝】
  - 2015年5月-神戸市民大会【準優勝】
  - 2019年7月-第71回神戸市総合体育大会【準優勝】
  - 2019年7月-第63回兵庫県中学校総合体育大会【第3位】
- 陸上競技部
  - 2017年7月-第61回兵庫県中学総体陸上競技の部【男子総合第2位】
  - 2017年8月-第66回近畿中学校総体陸上競技の部【男子2名出場】
  - 2017年10月-第48回ジュニアオリンピック陸上競技大会【女子1名出場】　　
  - 2022年8月-第49回全日本中学校陸上競技選手権大会【男子1名出場】
- 卓球部
  - 2013年4月-神戸市民大会　団体戦【優勝】
  - 2013年7月-神戸総合体育大会　団体戦【優勝】
- 男子ソフトテニス部
  - 2017年10月-神戸市新人大会　個人戦【優勝】
  - 2018年7月-神戸総合体育大会　団体戦【準優勝】
- 女子バスケットボール部　
  - 2024年1月-須磨区新人戦【第3位】

### 文化部
- 吹奏楽部
2016年度の神戸市吹奏楽コンクール中学校A部門において、金賞を受賞し、出場43団体のうち6団体のみが選出される兵庫県大会枠に選ばれた。
  - 2016年7月-第63回兵庫県吹奏楽コンクール 第39回神戸地区大会 【金賞・代表】
  - 2016年8月-第63回兵庫県吹奏楽コンクール 【銀賞】
  - 2017年7月-第64回兵庫県吹奏楽コンクール 第40回神戸地区大会 【金賞】　

2018年度の神戸市吹奏楽コンクール中学校A部門において、金賞を受賞し、出場37団体のうち5団体のみが選出される兵庫県大会枠に選ばれた。また、本年度は中学校N部門にも擁立した。 　　
  - 2018年7月-第65回兵庫県吹奏楽コンクール 第41回神戸地区大会 【金賞・代表】
  - 2018年8月-第65回兵庫県吹奏楽コンクール 【銅賞】
- 美術部
- 一絃琴部(兼部可能)

## 制服
- 男子　
  - 冬服はブレザー、カッターシャツ、スラックス、市販のニットである。
  - 夏服はカッターシャツ、スラックスである。
- 女子　
  - 冬服はブレザー、ベスト、ブラウス、吊りスカート、市販のニットである。
  - 夏服はブラウス、吊りスカートである。

## 周辺
- 高倉台郵便局
- 神戸市立高倉台小学校
- 神戸市立北須磨小学校
- 第二神明須磨料金所
- たかくらや
- ピーコックストア
- 須磨離宮公園
- 神戸女子大学
- 啓明学院高校
- ヤマダストアー

## 交通アクセス
- 神戸市営バス(75系統)高倉中学校前バス停から徒歩1分。
- 神戸市営バス(72系統・72系統・75系統)高倉台南口バス停から徒歩5分。

## 通学区域が隣接している学校
- 神戸市立鷹取中学校
- 神戸市立飛松中学校
- 神戸市立横尾中学校
- 神戸市立友が丘中学校
- 神戸市立竜が台中学校
- 神戸市立福田中学校
- 神戸市立桃山台中学校
- 神戸市立塩屋中学校
- 啓明学院中学校・高等学校